# Волошка Талієва
Волошка Талієва (Rhaponticoides taliewii, syn. Centaurea taliewii) — рослина роду волошка родини айстрові.

## Біологія виду
Гемікриптофіт. Багаторічна трав'яна рослина до 100 см заввишки. Корінь стрижневий. Стебла прості або вгорі слабко розгалужені, від основи до середини запушені довгими волосками, вище середини вкриті жорсткими горбочками, під кошиками голі. Листки пірчасто-розсічені, часто зісподу вкриті волосками. Кошики великі, до 5,5 см в діаметрі, обгортки кулясто-яйцеподібні або майже яйцеподібні. Листочки обгортки кошика шкірясті, блідо-жовтуваті, голі. Придатки внутрішніх листочків обгортки великі, прозорі, плівчасті. Квіти жовтувато-кремові. Сім'янки з темно-палевим чубком. Цвіте у червні-липні. Плодоносить у липні-вересні. Розмножується насінням.

## Поширення
Північне Причорномор'я та Приазов'я, Нижнє Поволжя, Казахстан (Мугоджари).

### Поширення в Україні
В Україні — Лівобережний Степ та Степовий Крим. За регіонами: Донецька, Херсонська, Запорізька області, АР Крим. Популяції локальні, з дифузною або дифузно-компактною просторовою структурою. Щільність — 2-10 особин на 100 м2.

### Умови місцезростання
Типчако-ковилові, ковилові та полинові степи, степові схили, кам'янисті відшарування. Ксерофіт.

## Загрози, охорона
Загрозами є фрагментованість ареалу, ізольованість локальних популяцій, знижена конкурентоспроможність проростків і сходів у фітоценозах з високим проективним покриттям травостою, розорювання степів, надмірний випас та рекреаційне навантаження, зривання рослин на букети. Занесена до Червоної книги України, природоохоронний статус — вразливий. Занесений до Червоного списку МСОП. Охороняється в Українському степовому (відділення «Хомутовський Степ»), Опукському ПЗ та БЗ «Асканія-Нова».
Також занесена до Червоної книги Казахстану, а також до червоних книг Білгородської, Волгоградської, Ростовської, Самарської, Саратовської областей та Республіки Калмикія в Російській Федерації.